# Чіп і Дейл (персонажі)
Чіп і Дейл (англ. Chip and Dale або Chip 'n' Dale, Chip an' Dale) — анімаційні персонажі ряду мультфільмів і мультсеріалів, створені американською компанією «Disney». Найбільшу популярність вони набули завдяки мультсеріалу «Чіп і Дейл — бурундучки-рятівнички» (англ. «Chip 'n Dale Rescue Rangers»), знятому в 1989—1990 роках. Їхні імена являють собою гру слів, засновану на назві марки «Чіппендейл» (за прізвищем Томаса Чіппендейла, найбільшого майстра англійського меблевого мистецтва епохи рококо і раннього класицизму).

## Історія
Вперше Чіп і Дейл з'явилися в мультфільмі «Рядовий Плуто» (англ. «Private Pluto») 2 квітня 1943 року. Спочатку вони не мали характерних рис. Вони отримали свої імена в одноіменній серії Дональда Дака 1947 року. До 1956 року було знято 23 мультфільми за участю Чіпа і Дейла. У 1983 році Чіп і Дейл з'явилися в епізодичних ролях в короткометражному мультфільмі «Різдвяна історія Міккі».

## Мультсеріал «Чіп і Дейл: Бурундучки-Рятівнички»
У кінці 1980-х років в студії Disney постало питання про створення нового мультсеріалу. Спочатку планувалося взяти для нього персонажів повнометражного мультфільму Disney «Рятівники» 1977 року. Однак в цей час вже знімалося продовження — «Рятівники в Австралії», тому було прийнято рішення відмовитися від використання персонажів цього мультфільму. Спочатку новий проєкт називався «Miami Mice», пізніше перейменований в «Rescue Rangers» і головним героєм — лідером команди Рятувальників повинна була стати миша Кіт Колбі (англ. Kit Colby). Хоча продюсери й зацікавилися новим проєктом, головний герой їм не сподобався і тоді вирішено було використовувати старих героїв — Чіпа і Дейла, що вперше з'явилися в 1943 році. Персонажів значно переробили: приміром, вони тепер мають одяг (у Чіпа — фетровий капелюх і шкіряна на хутрі «льотна» куртка, у Дейла — червона «гавайська» сорочка з жовтими візерунками), характери героїв дещо змінили, в команду Рятівників додали нових героїв і перенесли дію мультсеріалу в Нью-Йорк. Всього було знято 65 епізодів. Прем'єра в США відбулася 15 жовтня 1989 року. Серіал виявився досить популярним: за його мотивами були створені комікси, а також комп'ютерні ігри Chip 'n Dale: Rescue Rangers і Chip' n Dale: Rescue Rangers 2. У СРСР прем'єра серіалу відбулася в 1991 році.

## Появи в інших мультсеріалах
«Клуб Мікі Мауса» — Чіп і Дейл мають ролі заднього плану в мультсеріалі й часто там з'являються.
«Качині Історії» 2017 — Чіп і Дейл з командою рятівників з'являються як камео в одному з епізодів 3-го сезону.

## Проєкти для Disney+
• 23 липня 2021 року на Disney+ вийшов другий мультсеріал із Чіпом і Дейлом у головних ролях — «Чіп і Дейл: Життя у парку»
• У 2022 році вийшов live-action фільм за мультсеріалом «Чіп і Дейл: Бурундучки-Рятівнички» під тією ж назвою

## Список класичних мультфільмів за участю Чіпа і Дейла
| #  | Назва (англ.)            | Дата прем'єри (США)    |
| -- | ------------------------ | ---------------------- |
| 1  | «Private Pluto»          | 2 квітня 1943 року     |
| 2  | «Squatter's Right»       | 7 червня 1946 року     |
| 3  | «Chip an' Dale»          | 28 листопада 1947 року |
| 4  | «Three for Breakfast»    | 5 листопада 1948 року  |
| 5  | «Winter Storage»         | 3 червня 1949 року     |
| 6  | «All in a Nutshell»      | 2 вересня 1949 року    |
| 7  | «Toy Tinkers»            | 16 грудня 1949 року    |
| 8  | «Crazy Over Daisy»       | 25 березня 1950 року   |
| 9  | «Trailer Horn»           | 28 квітня 1950 року    |
| 10 | «Food for Feudin’»       | 11 серпня 1950 року    |
| 11 | «Out on a Limb»          | 15 грудня 1950 року    |
| 12 | «Chicken in the Rough»   | 19 січня 1951 року     |
| 13 | «Corn Chips»             | 23 березня 1951 року   |
| 14 | «Test Pilot Donald»      | 8 червня 1951 року     |
| 15 | «Out of Scale»           | 2 листопада 1951 року  |
| 16 | «Donald Applecore»       | 8 січня 1952 року      |
| 17 | «Two Chips and a Miss»   | 21 березня 1952 року   |
| 18 | «Pluto's Christmas Tree» | 21 листопада 1952 року |
| 19 | «Working for Peanuts»    | 11 листопада 1953 року |
| 20 | «The Lone Chipmunks»     | 19 квітня 1954 року    |
| 21 | «Dragon Around»          | 16 липня 1954 року     |
| 22 | «Up a Tree»              | 23 вересня 1955 року   |
| 23 | «Chips Ahoy»             | 24 лютого 1956 року    |
| 24 | «Donald and the Big Nut» | 1999 рік               |
| 25 | «Mickey's Mixed Nuts»    | 2000 рік               |
| 26 | «Golf Nut Donald»        | 2001 рік               |